# Dermacentor
Dermacentor är ett släkte av fästingar som beskrevs av Koch 1844. Enligt Catalogue of Life ingår Dermacentor i familjen hårda fästingar, men enligt Dyntaxa är tillhörigheten istället familjen Amblyommidae.

## Dottertaxa tillDermacentor, i alfabetisk ordning[1][2]
- Dermacentor abaensis
- Dermacentor albipictus
- Dermacentor andersoni
- Dermacentor asper
- Dermacentor atrosignatus
- Dermacentor auratus
- Dermacentor circumguttatus
- Dermacentor compactus
- Dermacentor dispar
- Dermacentor dissimilis
- Dermacentor everestianus
- Dermacentor halli
- Dermacentor hunteri
- Dermacentor imitans
- Dermacentor latus
- Dermacentor marginatus
- Dermacentor montanus
- Dermacentor nitens
- Dermacentor niveus
- Dermacentor nuttalli
- Dermacentor occidentalis
- Dermacentor parumapertus
- Dermacentor pavlovskyi
- Dermacentor pomerantzevi
- Dermacentor raskemensis
- Dermacentor reticulatus
- Dermacentor rhinocerinus
- Dermacentor silvarum
- Dermacentor sinicus
- Dermacentor steini
- Dermacentor taiwanensis
- Dermacentor ushakovae
- Dermacentor variabilis